# O Jardim Secreto (filme)
The Secret Garden (bra: O Jardim Secreto ou Jardim Secreto; prt: O Jardim Secreto) é um filme britano-estadunidense de 1993, do gênero drama fantástico, dirigido por Agnieszka Holland, com roteiro de Caroline Thompson baseado no livro homônimo de Frances Hodgson Burnett.

## Sinopse
Sob os cuidados de uma cuidadora, encontram-se em uma casa grande de campo, três crianças: a órfã e rebelde Mary, o mimado Colin e o gentil e atencioso Dickon. Eles descobrem um  jardim secreto abandonado, que se transforma em um lugar mágico.

## Elenco
- Kate Maberly (Mary Lennox)
- Heydon Prowse (Colin Craven)
- Andrew Knott (Dickon)
- Maggie Smith (Sra. Medlock)
- Laura Crossley (Martha)
- John Lynch pai
- Walter Sparrow (Ben Weatherstaff)
- Irène Jacob (Mãe de Mary)
- Valerie Hill (Cozinheira)
- Peter Moreton (Will)
- Frank Baker

## Remake
Foi anunciado no início de 2013 que o filme ganharia uma nova versão produzida por Guillermo del Toro.

## Prêmios e indicações
BAFTA 1993
- Indicado
  - Melhor atriz coadjuvante (Maggie Smith)[carece de fontes?]

## Recepção
Em novembro de 2013, a pontuação no Rotten Tomatoes era de 85%, baseada em 40 avaliações.